# Državna cesta D66
Die Državna cesta D66 (kroatisch für Nationalstraße D66) ist eine Hauptstraße in Kroatien.

## Verlauf
Die Straße führt von Pula (italienisch: Pola) über das Südende der Autobahn Autocesta A9 und Labin (italienisch: Albona) zur Einmündung der von Pazin kommenden Državna cesta D64. Sie erreicht bei Plomin mit seinem großen Kraftwerk die Ostküste der Halbinsel Istrien und folgt dieser, am Fährhafen Brestova zur Insel Cres vorbei, nach Norden. Dabei durchläuft sie die bekannten Badeorte Mošćenička Draga, Lovran und Opatija (italienisch: Abbazia). In Matulji endet sie an Državna cesta D8.
Die Länge der Straße beträgt 90,1 km.